# Carlo Alberto Ciocci
Carlo Alberto Ciocci (Roma, 21 luglio 1932 – Roma, 4 giugno 2007) è stato un politico italiano della Democrazia Cristiana.

## Biografia
Figlio di Carlo Ciocci, dirigente dell'Azione Cattolica, milita giovanissimo nella Democrazia Cristiana, sezione Madonna del riposo. Si laurea in Economia e Commercio, diventa dirigente superiore del Ministero della salute s'impegna attivamente nella vita pubblica, fino all'elezione a consigliere comunale di Roma nel 1971, 1976, 1981, 1985.
Viene eletto deputato al Parlamento per la X^ Legislatura (1987 – 1992).
Dopo la fine della DC si iscrive prima nel C.D.U. e infine nell'U.D.C. Nel 2001 è candidato al Senato con la coalizione della Casa delle Libertà nel collegio elettorale Roma-Gianicolense, dove ottiene il 39,48% dei consensi venendo sconfitto dalla candidata dell'Ulivo Loredana De Petris.
Muore a Roma il 4 giugno 2007 all'età di 74 anni.